# Смрзнуто раме
Adhesive capsulitis или смрзнуто раме, је стање повезано са болом и укоченошћу рамена. То је уобичајена болест рамена која је обележена болом и губитком опсега покрета, посебно у спољашњој ротацији. Долази до губитка способности да се помера раме, како добровољно, тако и уз помоћ са стране, у више праваца. Само раме, међутим, генерално не боли значајно када се додирне. Може доћи и до губитка мишића око рамена. Почетак је постепен током недеља до месеци. Компликације могу укључивати прелом хумеруса или руптуру тетиве бицепса.
Узрок у већини случајева је непознат. Стање се такође може јавити након повреде или операције на рамену. Фактори ризика укључују дијабетес и болести штитне жлезде.
Основни механизам укључује упалу и ожиљке. Дијагноза се генерално заснива на симптомима особе и физичком прегледу. Дијагноза може бити поткријепљена магнетном резонанцом. Адхезивни капсулитис је повезан са дијабетесом и хипотироидизмом, према истраживању. Адхезивни капсулитис је био пет пута чешћи код пацијената са дијабетесом него у контролној групи, према мета-анализи објављеној 2016. године.
Стање се често решава само од себе током времена без интервенције, али то може потрајати неколико година. Иако се може испробати низ третмана, као што су нестероидни антиинфламаторни лекови, физикална терапија, стероиди и убризгавање рамена под високим притиском, нејасно је шта је најбоље. Операција се може предложити онима којима не буде боље након неколико месеци. Преваленција адхезивног капсулитиса се процењује на 2% до 5% опште популације. Чешће је код људи од 40-60 година и код жена.

## Знаци и симптоми
Симптоми укључују бол у рамену и ограничен опсег покрета, иако су ови симптоми уобичајени у многим стањима рамена. Важан симптом адхезивног капсулитиса је озбиљна укочености која често онемогућава извођење једноставних покрета рукама. Бол због смрзнутог рамена је обично туп или болан и може бити јачи ноћу и при било ком покрету.
Симптоми примарног смрзнутог рамена су описани као три или четири фазе. Понекад се описује продромални стадијум који може бити присутан до три месеца пре смрзавања рамена. Током ове фазе људи описују оштар бол на крајњем опсегу покрета, мањи бол у мировању и поремећаје сна.
Први стадијум: "смрзавање" или болни стадијум, који може трајати од шест недеља до девет месеци, и у којем пацијент има спор почетак бола. Како се бол погоршава, раме губи покретљивост.
Друга фаза: „Смрзнуту“ или лепљиву фазу обележава споро смањење бола, али укоченост остаје. Ова фаза углавном траје од четири до дванаест месеци.
Трећа фаза: "одмрзавање" или опоравак, када се покрети рамена полако враћају у нормалу. То обично траје од 5 до 26 месеци.
Налази физичког прегледа укључују ограничен опсег покрета у свим равнима кретања у активном и пасивном опсегу покрета. Ово је у супротности са стањима као што су синдром удара у рамену или тендинитис ротаторне манжетне у којима је активни опсег покрета ограничен, али је пасивни опсег покрета нормалан. Неки испитни маневри рамена могу бити немогући због бола.

## Узроци
Узроци адхезивног капсулитиса нису у потпуности схваћени, међутим, постоји неколико фактора повезаних са већим ризиком. Фактори ризика за секундарни адхезивни капсулитис укључују повреде или операције које доводе до продужене непокретности. Фактори ризика за примарни или идиопатски адхезивни капсулитис укључују многе системске болести, као што су дијабетес мелитус, мождани удар, болест плућа, болести везивног ткива, болести штитне жлезде, болести срца, аутоимуне болести и Дупуитренова контрактура. И дијабетес типа 1 и дијабетес типа 2 су фактори ризика за ово стање.

### Примарни
Примарни адхезивни капсулитис, такође познат као идиопатски адхезивни капсулитис, јавља се без познатог окидача. Већа је вероватноћа да ће се развити у недоминантној руци.

### Секундарни
Адхезивни капсулитис се назива секундарним када се развије након повреде или операције на рамену.

## Патофизиологија
Основна патофизиологија није у потпуности схваћена, али је опште прихваћено да има и инфламаторне и фиброзне компоненте. Очвршћавање капсуле раменог зглоба је централно за процес болести. Ово је резултат ожиљног ткива (адхезија) око зглобне капсуле. Такође може доћи до смањења синовијалне течности, што обично помаже да се померају рамени зглоб и зглоб лопатице подмазујући јаз између хумеруса и утичнице у лопатици. У болном стадијуму (стадијум 1) постоје докази о инфламаторним цитокинама у зглобној течности.
Главни ограничавајући фактор спољне ротације је због задебљања коракохумералног лигамента, који формира кров ротаторне манжетне и представља примарни симптом адхезивног капсулитиса. Поред тога, коракохумерални лигамент приписује ограничењу унутрашње ротације с обзиром на његову везу са супраспинатусом и субскапуларним тетивама. Како фазе адхезивног капсулитиса напредују, гленохумерална (ГХ) капсула почиње да се дебља и као резултат тога контракција саме капсуле постаје главни разлог зашто ће опсег покрета бити ограничен у свим равнима кретања.

## Дијагноза
Адхезивни капсулитис се може дијагностиковати анамнезом и физичким прегледом. Често је то дијагноза искључења, јер се други узроци бола и укочености рамена прво морају искључити. На физичком прегледу, адхезивни капсулитис се може дијагностиковати ако су границе активног опсега покрета исте или сличне границама пасивног опсега покрета. Покрет који је најтеже инхибиран је спољна ротација рамена.
Студије снимања нису потребне за дијагнозу, али се могу користити за искључивање других узрока бола. Рендгенски снимци ће често бити нормални, али карактеристике снимања адхезивног капсулитиса могу се видети на ултразвуку или МР без контраста. Ултразвук и МРИ могу помоћи у дијагнози проценом коракохумералног лигамента, са ширином већом од 3 мм која је 60% осетљива и 95% специфична за дијагнозу. Рамена са адхезивним капсулитисом су такође карактеристична за фиброзу и задебљања у аксиларној врећици и "ротаторском интервалу", што се најбоље види као тамни сигнал на Т1 секвенцама са едемом и инфламацијом на Т2 секвенцама. Налаз на ултразвуку повезан са адхезивним капсулитисом је хипоехоични материјал који окружује дугачку главу тетиве бицепса у интервалу ротатора, што одражава фиброзу. У болној фази, такав хипоехоични материјал може показати повећану васкуларност са Доплер ултразвуком.
Ултразвук сивих скала може да игра кључну улогу у правовременој дијагнози адхезивног капсулитиса због своје високе осетљивости и специфичности. Такође је широко доступан, згодан и исплатив. Ултразвуком се може открити задебљање у коракохумералном лигаменту, доња капсула/капсула аксиларног удубљења и абнормалност интервала ротатора, као и ограничење у опсегу покрета у рамену. Опсег покрета је забрањен због промена скапулохумералног ритма које се јављају у раменом зглобу. Измењена кинематика лопатице може ограничити предње и задње нагињање, ротацију надоле и депресију, као и спољну ротацију. Сва ова ограничења доводе до прекомерне ротације лопатице према горе. Ограничење задњег нагиба лопатице је због стезања у доњем предњем сератусу, предњој капсули и малом пекторалису. Ротација надоле и депресија су ограничени због затегнутости ромбоида, горњег трапеза и горње капсуле. Одговарајуће вредности осетљивости су биле 64,4, 82,1, 82,6 и 94,3, а одговарајући нивои специфичности су били 88,9, 95,7, 93,9 и 90,9.

## Третман
Постоји консензус да је нехируршко лечење почетни третман избора за смрзнуто раме. Не постоје јаки докази који би фаворизовали било који одређени приступ. Неки прегледи сугеришу да су мултимодални приступи који комбинују неколико третмана бољи. Истраживања у Великој Британији су показала да постоје три типична приступа лечењу (физиотерапија, манипулација раменом под општом анестезијом и операција (артроскопско ослобађање капсуле)). Сва три третмана су се сматрала ефикасним, али су имали различите предности и недостатке, што сугерише да клиничари и пацијенти треба заједно да одлуче о најприкладнијем третману. 
Ефекти већине третмана су првенствено краткорочни, фокусирајући се на ублажавање симптома као што су бол у рамену и смањено кретање зглобова. Уобичајени третмани укључују вежбање, физикалну терапију, оралне аналгетике као што су парацетамол и нестероидни антиинфламаторни лекови и интраартикуларне ињекције кортикостероида. Нехируршки третман може да се настави месецима, уз сложеније третмане као што су екстракорпорална терапија ударним таласима, кретање под аналгезију и хидродилатација. Нејасно је да ли ови третмани доводе до бржег решавања поремећаја или само управљају хроничним симптомима. Стање се генерално решава само од себе са или без лечења. Ако конзервативне мере немају ефекта и стање је дуготрајно, или ако докази указују на хируршку интервенцију, постоји и неколико хируршких процедура које могу ублажити поремећај.

## Лекови
За контролу бола могу се користити лекови као што су нестероидни антиинфламаторни лекови. Орални стероиди могу пружити краткорочне користи у распону кретања и бола, али имају нежељене ефекте као што је хипергликемија. Кортикостероиди се такође могу користити локалном ињекцијом. Краткорочно и средњерочно, интра-артикуларне ињекције кортикостероида изгледају најефикасније у ублажавању болова и повећању обима покрета, иако ињекција носи компликације. Нажалост, ефекти лекова нису дуготрајни. Орални кортикостероиди посебно не би требало да се користе доследно за лечење адхезивног капсулитиса, због опасности повезаних са дуготрајном употребом и недостатка дугорочне користи.

## Вежбање и физикална терапија
Вежбе истезања и јачања рамена побољшавају функцију рамена и смањују бол. Када се користе интраартикуларне ињекције кортикостероида, ефекти вежбања на краткорочно олакшање нису били значајни, иако су појединачне студије откриле неке предности. Што се тиче техника, постериорна гленохумерална мобилизација је имала велики ефекат, јачање ротаторне манжетне, спреј и истезање и мобилизација крајњег опсега дали су умерене резултате; континуирани пасивни покрети, препознавање лопатице, лопатичне вежбе и јачање доњег трапеза имали су мале ефекте; и електромагнетна терапија, Калтенборн мобилизација и инструментално потпомогнута мобилизација меких ткива су имали безначајне ефекте у поређењу са контролним кинестетичким вежбама. Утврђено је да је извођење вежби под надзором ефикасније од вежби без надзора код куће.
Екстракорпорална терапија ударним таласима се снажно препоручује као начин смањења нивоа бола и побољшања опсега покрета и функционисања код људи са адхезивним капсулитисом рамена 2 и 3 фазе. Такође је утврђено да ласерска терапија има сличне ефекте за људе који се баве адхезивним капсулитисом 2. фазе. Умерени докази указују на побољшања у управљању болом, опсегу покрета и функционалном статусу за интервенције као што су ПНФ технике (истезање), континуирано пасивно кретање, вежбе динамичке стабилности скапуле и конвенционална физиотерапија. Постоји мало доказа за ручно ослобађање мишића.
Хидродилатација или дистензија артрографија је контроверзна. Међутим, неке студије показују да артрографска дистензија може играти позитивну улогу у смањењу бола и побољшању опсега покрета и функције рамена.
Понекад се користи манипулација раменом под општом анестезијом за разбијање адхезија.
Пошто је адхезивни капсулитис стање које производи укоченост и узрокује да се капсула гленохумералног зглоба задебља и прогресивно скупља, важно је редовно вежбати да бисте повећали опсег покрета и смањили бол. Препоручује се физикална терапија да би се обезбедио третман за ово стање. Три фазе до адхезивног капсулитиса су смрзавање, замрзавање и одмрзавање. Током стадијума смрзавања, постоји значајан пораст болова у ноћним сатима. Замрзнута фаза је у којој раме губи опсег покрета и постаје укочено. Коначно, фаза одмрзавања је у којој бол постаје минималан, а опсег покрета се обнавља. Вежбање повећава доток крви у захваћене мишиће, што побољшава проток крви.
Редовна вежба је кључни део фаза зарастања адхезивног капсулитиса. Учесталост посета физикалној терапији може варирати. Показало се да је похађање физикалне терапије три пута недељно најчешће за лечење адхезивног капсулитиса. Наглашене су специфичне вежбе за побољшање опоравка. Још једно корисно средство могу бити антиинфламаторни лекови. Они пружају привремено олакшање које помаже при напору. Комбинација ових техника омогућава најуспешнији процес лечења. Комбинација мануелне терапије и вежби у физикалној терапији такође је показала значајне ефекте у смањењу бола, инвалидитета и повећању обима покрета захваћеног рамена.

### Врсте вежби
Различите врсте вежби доприносе побољшању функције рамена. Конкретно, вежбе истезања и јачања су најкорисније за лечење адхезивног капсулитиса. Истезање ротаторне манжетне је пожељно када се прави план лечења вежбањем. Нека специфична истезања за ротаторну манжетну укључују притисак на зид, окретање рамена, повлачење лопатице, итд. Доказано је да су вежбе ексцентричне контракције ефикасније код болова јер се мишић издужује.
Комбинација скапулоторакалних вежби и гленохумералних вежби омогућава ефикаснији процес лечења. Сцапулоторакалне вежбе се фокусирају на покрете лопатице у односу на грудни кош. Групе мишића као што су сератус антериор, трапезиус и ромбоид мајор/минор морају бити ојачане да би се омогућила функција рамена. Стабилизацијом ових мишића долази до више поравнања које узрокује смањење напрезања и штити зглобове. Гленохумералне вежбе су фокусиране на јачање мишића ротаторне манжетне. Ротаторна манжетна се састоји од субсцапуларис, инфраспинатус, терес минор и супраспинатус.

### Предности вежбања
Појединци који пате од адхезивног капсулитиса имају веће шансе да поврате нормалну функцију и стабилност уз коришћење вежбања. Физикална терапија се препоручује особама са адхезивним капсулитисом ради бржег повратка функције. Људи који не вежбају са овим стањем спорије се опорављају и суго нису у стању да постигну опсег покрета или покретљивости који су некада имали.
Вежбање са адхезивним капсулитисом је корисно за побољшање стабилности зглобова који окружују раме, смањење бола, већу функционалност у раменима и повећан опсег покрета.

## Хирургија
Ако конзервативне мере нису успешне, може се покушати хируршка интервенција. Може ли бити индикована операција за пресецање адхезија (капсуларно ослобађање) у продуженим и тешким случајевима. Поступак се обично изводи артроскопијом. Можда ће бити потребна хируршка процена других проблема са раменом, на пример, субакромијални бурзитис или цепање ротаторне манжетне. Отпорни адхезивни капсулитис може реаговати на операцију отвореног ослобађања. Ова техника омогућава хирургу да пронађе и исправи основни узрок ограниченог покрета рамена, као што је контрактура коракохумералног лигамента и интервал ротатора.
Најчешћа хируршка техника је артроскопска операција ослобађања капсуле, а корисна је за појединце којима није боље уз третман физикалне терапије. Пошто је ова врста операције минимално инвазивна, омогућава брже зарастање јер се састоји од малих резова и мале камере за хируршки уклањање ткива које је задебљано и скупљено. Ова операција је веома детаљна што такође пружа већи опсег покрета за раме након операције.
Други кључни аспект операције је фаза пост-хируршке рехабилитације. Током ове фазе, физикална терапија се користи да би се повратио опсег покрета и спречила укоченост. Почевши од рехабилитације, акценат је на низу вежби покрета као што су пасивне и активне асистиране које обезбеђују покретљивост зглобова док спречавају даљи стрес/оштећење ткива које зараста. Фаза јачања је у којој се мишићи стављају под стрес вежби да би се изградила снага и мишићи за подршку рамену. Када се фаза јачања заврши, појединац се постепено поново уводи у активности свакодневног живота и претходне циљеве тренинга.

## Прогноза
Већина случајева адхезивног капсулитиса се самоограничава, али може потрајати 1 до 3 године да се потпуно реши. Бол и укоченост можда неће потпуно нестати код 20 до 50 процената погођених људи.

## Епидемиологија
Адхезивни капсулитис наново погађа отприлике 0,75% до 5,0% процената људи годишње. Стопе су веће код особа са дијабетесом (10–46%). После операције дојке, неке познате компликације укључују губитак опсега покрета рамена и смањену функционалну покретљивост захваћене руке. Појава је ретка код деце и особа испод 40 година, са највећом преваленцом између 40 и 70 година. Стање је чешће код жена него код мушкараца (70% пацијената су жене старости 40-60 година). Људи са дијабетесом, можданим ударом, болестима плућа, реуматоидним артритисом или срчаним обољењима имају већи ризик од смрзнутог рамена. Симптоми код људи са дијабетесом могу бити дужи него код недијабетичке популације.